# فعل کمکی
فعل کمکی (انگلیسی: Auxiliary verb) یا فعل معین فعلی است که در جمله قبل از فعلی اصلی می‌آید و به رساندن مفهوم فعل اصلی کمک می‌کند.

## در فارسی
در فارسی افعال کمکی که ریشه‌اشان داشتن، بودن، شدن و خواستن است با فعل اصلی یا تام ترکیب گشته و فعل‌های فعل‌های ماضی بعید، ماضی التزامی، ماضی‌های نقلی، ماضی استمراری، مضارع مستمر،‌ فعل آینده و فعل مجهول را می‌سازند.
این فعل‌ها در سه دسته قرار می‌گیرند:
1. مجهول ساز.
2. زمان ساز.
3. وجه‌ساز.

## در انگلیسی
افعال کمکی در زبان انگلیسی را می‌توان به دو دسته طبقه‌بندی کرد:
- فعل کمکی اصلی: که کارشان ساختن زمان فعل است مانند داشتن در جمله " من دارم می‌روم" یا کارشان ساختن صورت مجهولی مانند فعل شدن در جمله "این داستان پیشتر گفته شده است"
- فعل کمکی وجهی: که وجه فعل را می‌رسانند مانند بایستن، توانستن، شدن، یارستن و شایستن. مثال: فعل توانستن در جمله "من می‌توانم این وزنه